# 91006 Fleming
91006 Fleming este un asteroid din centura principală, descoperit pe 28 ianuarie 1998, de Miloš Tichý și Zdeněk Moravec.